# Меггі Рейлі
Меггі Рейлі (англ. Maggie Reilly народилася 15 вересня 1956, Глазго, Шотландія) — шотландська співачка.

## Біографія
Народилася в місті Глазго 15 вересня 1956. Батьків Меггі звали Ден і Маргарет Райллі. Її батько, Ден, був співаком в танцювальній групі. Маленька Меггі часто виступала разом з батьком в пабах і концертних залах по всій Шотландії. 1970 року, попри свій юний вік, Меггі Рейлі захотіла почати власну професійну музичну кар'єру і вирушила до Лондона, де записала свій перший сингл «Imagine Me». Однак розкрутити сингл не вдалося.
У жовтні 1974 року група «Joe Cool» об'єдналася з джаз-орієнтованої групою «Up», в підсумку обидва колективи трансформувалися в групу «Cado Belle», до якої входили Меггі Райллі (вокал, бек-вокал), Алан Дербі (Alan Derby) — гітара, Ґевін Хаджсон (Gavin Hudgson) — бас, Стюарт Меккіллоп (клавішні), Деві Рой (Davy Roy) — ударні, Колін Туллі (Colin Tully) — саксофон і флейта. Восени 1976 вони випустили єдиний свій альбом, однойменний з групою. Наступного року вийшов EP «Cado Belle», після чого група вирушила у свій перший тур по країні, граючи концерти в різних клубах. Музиканти «Cado Belle» грали в стилі фанк-рок. Однак, в ті роки всі інші напрямки музики виявилися в тіні панк-року, і в підсумку в 1979 році група розпалася: Гевін Хаджон поїхав до Ірландії, Стюарт Меккіллоп став працювати з групою «ABBA», а Меггі стала працювати сесійного вокалісткою, наприклад, співпрацювала з групою «Kokomo», Гемішем Стюартом (Hamish Stuart), джазовим гітаристом Джиммі Мулленом (Jimmy Mullen), саксофоністом Діком Моррісі.
Деякий час Меггі Рейлі працювала і жила в Ірландії, поки в 1980 року не зустріла Майка Олдфілда. Тодішня дівчина Майка, Саллі Купер, була великою прихильницею групи «Cado Belle» і порекомендувала Майку взяти у вокал Меггі Райллі. Почувши Райллі, Олдфілд тут же запропонував їй місце вокалістки в своєму шестимісячному європейському концертному турі на підтримку альбому «Platinum». Співпраця з Майком була великим проривом в кар'єрі Меггі. Першим альбомом Майка Олдфілда, у записі якого брала участь Райллі, став «QE2» (у тому ж 1980), де вона заспівала в композиціях «Sheba», «Arrival», «Celt». У всіх цих композиціях відсутня лірика. Музика Майка Олдфілда сильно відрізнялася від фанку «Cado Belle» і була трохи незвична для Меггі, їй довелося підлаштовуватися під нові умови, бо тут вона виступала на зразок додаткового інструменту.

## Дискографія

### Соло-альбоми
- Echoes (1992)
- Midnight Sun (1993)
- Elena (1996)
- All the Mixes (1996)
- Elena: The Mixes (1997)
- The Best of Maggie Reilly, There and Back Again (1998)
- Starcrossed (2000)
- Save It for a Rainy Day (2002)
- Rowan (2006)
- Looking Back, Moving Forward (2009)
- Maggie Reilly - Heaven Sent (2013)

## Джерело
- Стаття в інтернеті [Архівовано 22 травня 2014 у Wayback Machine.]